# Киёкумо, Эйдзюн
Эйдзюн Киёкумо (яп. 清雲 栄純 Киёкумо Эйдзюн, род. 11 сентября 1950, Эндзан, Яманаси) — японский футболист и тренер.

## Клубная карьера
На протяжении своей футбольной карьеры выступал за клуб «Фурукава Электрик», к которой присоединился в 1973 году после окончания университета Хосэй. В 1976 году клуб выиграл чемпионат Японии и Кубок Императора. Также в составе команды он стал обладателем Кубка лиги в 1977 и 1982 годах. После этого сезона завершил карьеру. В чемпионате Киёкумо провел 149 матчей и забил 6 мячей. Он трижды был включен в символическую сборную чемпионата в 1974, 1975 и 1976 годах.

## Выступления в сборной
С 1974 по 1980 год сыграл за национальную сборную Японии 42 матча. Дебютом Киёкумо стала встреча с Южной Кореей 28 сентября 1974. В следующем году он провел матчи квалификации на Кубок Азии 1976. Также он участвовал в матчах квалификации на Летние Олимпийские игры 1976 и 1980 годов и отборочные матчи на чемпионат мира 1978 года.

## Тренерская карьера
После окончания игровой карьеры в 1984 году Киёкумо стал главным тренером родного «Фурукава Электрик» в качестве преемника Масао Утино. Он привел клуб к победе в национальном чемпионате 1985/86 и Кубке лиги в 1986. Также в 1986 году «Фурукава Электрик» выиграла Азиатский Кубок чемпионов, став первым японским клубом, победившем в турнире. В 1990 году Киёкумо ушел в отставку. В 1992 году работал в национальной сборной Японии, возглавляемой Хансом Офтом. В 1994 году Киёкумо вернулся в «ДЖЕФ Юнайтед Итихара Тиба» (ранее — «Фурукава Электрик») и управлял клубом до 1995 года. В 1998 году стал главным тренером молодежной сборной Японии (до 20 лет). В 1999 году он подписал контракт с «Омия Ардия», а в октябре 2003 года возглавил клуб в качестве преемника Masaaki Kanno.

## Клубная статистика
| Сезон | Клуб              | Лига                         | Игры | Голы |
| ----- | ----------------- | ---------------------------- | ---- | ---- |
| 1973  | Фурукава Электрик | Чемпионат Японии. Дивизион 1 | 17   | 0    |
| 1974  | Фурукава Электрик | Чемпионат Японии. Дивизион 1 | 17   | 0    |
| 1975  | Фурукава Электрик | Чемпионат Японии. Дивизион 1 | 18   | 0    |
| 1976  | Фурукава Электрик | Чемпионат Японии. Дивизион 1 | 18   | 2    |
| 1977  | Фурукава Электрик | Чемпионат Японии. Дивизион 1 | 16   | 2    |
| 1978  | Фурукава Электрик | Чемпионат Японии. Дивизион 1 | 10   | 0    |
| 1979  | Фурукава Электрик | Чемпионат Японии. Дивизион 1 | 18   | 1    |
| 1980  | Фурукава Электрик | Чемпионат Японии. Дивизион 1 | 12   | 1    |
| 1981  | Фурукава Электрик | Чемпионат Японии. Дивизион 1 | 18   | 0    |
| 1982  | Фурукава Электрик | Чемпионат Японии. Дивизион 1 | 5    | 0    |
| Итого | Итого             | Итого                        | 149  | 6    |

## Статистика в сборной
| Сборная Японии | Сборная Японии | Сборная Японии |
| Год            | Матчи          | Голы           |
| -------------- | -------------- | -------------- |
| 1974           | 1              | 0              |
| 1975           | 13             | 0              |
| 1976           | 9              | 0              |
| 1977           | 5              | 0              |
| 1978           | 0              | 0              |
| 1979           | 9              | 0              |
| 1980           | 5              | 0              |
| Итого          | 42             | 0              |

## Тренерская статистика
| Команда                   | С     | До    | Результаты | Результаты | Результаты | Результаты | Результаты |
| Команда                   | С     | До    | И          | Поб        | Н          | Пор        | % побед    |
| ------------------------- | ----- | ----- | ---------- | ---------- | ---------- | ---------- | ---------- |
| ДЖЕФ Юнайтед Итихара Тиба | 1994  | 1995  | 96         | 47         | 0          | 49         | 048,96     |
| Омия Ардия                | 2003  | 2003  | 6          | 4          | 0          | 2          | 066,67     |
| Итого                     | Итого | Итого | 102        | 51         | 0          | 51         | 050,00     |

## Достижения

### Командные
- Чемпион Японии — 1976
- Кубок Императора — 1976

### Индивидуальные
- Включён в символическую сборную чемпионата — 1974, 1975, 1976